# Piperkov Point
Der Piperkov Point (englisch; bulgarisch Пиперков нос Piperkow nos) ist eine Landspitze im Südwesten von Elephant Island im Archipel der Südlichen Shetlandinseln. Sie liegt 9,4 km nordwestlich des Cape Lookout sowie 2,2 km südöstlich des Stinker Point und bildet die nordwestliche Begrenzung der Einfahrt zur Krastanov Cove.
Die bulgarische Kommission für Antarktische Geographische Namen benannte sie 2019. Namensgeber ist Kapitän Christo Piperkow, von 1988 bis 1991 Direktor der Gesellschaft Ocean Fisheries in Burgas, deren Fangflotte von den frühen 1970er-Jahren bis in die frühen 1990er-Jahre in den Gewässern um Südgeorgien, um die Kerguelen, um die Südlichen Orkneyinseln und die Südlichen Shetlandinseln sowie um die Antarktische Halbinsel operierte.